# Armeria humilis
Armeria humilis är en triftväxtart som först beskrevs av Heinrich Friedrich Link, och fick sitt nu gällande namn av Schult.. Armeria humilis ingår i släktet triftar, och familjen triftväxter. Inga underarter finns listade i Catalogue of Life.